# Férfi kajak négyes 1000 méter a 2004. évi nyári olimpiai játékokon
A 2004. évi nyári olimpiai játékokon a férfi kajak négyesek 1000 méteres számának versenyein tíz nemzet, összesen negyven versenyzője vett részt.
Az előfutamokat augusztus 23-án, a középfutamot augusztus 25-én, a döntőt pedig augusztus 27-én rendezték az athéni Szkíniasz evezős és kajak-kenu központban.

## Versenyidőpontok
Minden időpont helyi, athéni (UTC+3) idő szerint van megadva.
A futam után zárójelben lévő szám jelzi, hogy a teljes olimpiai kajak-kenu versenysorozatban az adott futam hanyadik volt.
| Dátum                       | Kezdési időpont | Futam                        |
| --------------------------- | --------------- | ---------------------------- |
| 2004. augusztus 23., hétfő  | 10:40           | Első előfutam (13. futam)    |
| 2004. augusztus 23., hétfő  | 10:50           | Második előfutam (14. futam) |
| 2004. augusztus 25., szerda | 10:00           | Középfutam (39. futam)       |
| 2004. augusztus 27., péntek | 10:25           | Döntő (56. futam)            |

## Érmesek
A magyar négyes megvédte olimpiai címét, mivel a 2000. évi nyári olimpiai játékokon is ugyanez az összeállítású csapat tudott nyerni.
A magyar csapat eltérő háttérszínnel kiemelve.
| Arany                                                                                | Ezüst                                                                   | Bronz                                                                              |
| ------------------------------------------------------------------------------------ | ----------------------------------------------------------------------- | ---------------------------------------------------------------------------------- |
| Magyarország (HUN) · Kammerer Zoltán · Storcz Botond · Vereckei Ákos · Horváth Gábor | Németország (GER) · Andreas Ihle · Mark Zabel · Björn Bach · Stefan Ulm | Szlovákia (SVK) · Richard Riszdorfer · Michal Riszdorfer · Vlček Erik · Juraj Bača |

## Eredmények
Az alábbi táblázatok a hivatalos jegyzőkönyv alapján készültek (lásd Források).
A nevek a hajóban lévő beülési sorrend alapján vannak megadva, azaz elsőként a hajóban legelöl ülő úgynevezett vezérevezős, majd sorrendben a mögötte ülők.
Az Eredmény oszlop négy, 250 méteres részre van bontva. A pályán itt voltak úgynevezett mérési pontok. Egy-egy csapat eredményénél a sorok a következőket jelentik:
1. sor: az adott táv teljesítésekor elért összeredmény, zárójelben az akkori helyezéssel. Az első oszlopban másodperc alakban, a továbbiakban pedig perc:másodperc alakban.
2. sor: az adott táv 250 méteres részeredménye, zárójelben az adott 250 méteres szakaszban elért helyezés. Az első oszlop természetszerűleg azért üres, mert megegyezik az 1. sorban lévő eredménnyel.
3. sor: másodperc alakban jelzi, hogy az adott csapat mekkora távolságra volt a megfelelő mérési pontnál elsőként áthaladó nemzethez képest. Természetesen egy-egy oszlopban kizárólag akkor van beírva idő, ha annál a mérési pontnál nem az adott nemzet volt az első helyen.
A Kvalifikáció oszlopban az alábbi három rövidítés található:
- QF: a csapat bejutott a döntőbe
- QS: a csapat bejutott a középfutamba
- X: a csapat kiesett

### Előfutamok
Az előfutamok első három helyezettjei automatikusan a döntőbe jutottak. A többi négy csapat a középfutamba került. Az előfutamokból senki nem esett ki.

#### Első előfutam
| Helyezés | Pálya | Nemzet              | Rajtszám | Név                     | Eredmény | Eredmény | Eredmény | Eredmény | Eredmény | Eredmény | Eredmény | Eredmény | Kvalifikáció |
| Helyezés | Pálya | Nemzet              | Rajtszám | Név                     | 250m     | 250m     | 500m     | 500m     | 750m     | 750m     | 1000m    | 1000m    | Kvalifikáció |
| -------- | ----- | ------------------- | -------- | ----------------------- | -------- | -------- | -------- | -------- | -------- | -------- | -------- | -------- | ------------ |
| 1.       | 5.    | Szlovákia (SVK)     | 210      | Richard Riszdorfer      | 42,43    | (4)      | 1:25,48  | (2)      | 2:09,90  | (1)      | 2:53,256 | (1)      | QF           |
| 1.       | 5.    | Szlovákia (SVK)     | 211      | Michal Riszdorfer       |          |          | 43,05    | (2)      | 44,42    | (1)      | 43,356   | (3)      | QF           |
| 1.       | 5.    | Szlovákia (SVK)     | 212      | Vlček Erik              | 0,55     |          | 0,76     |          |          |          |          |          | QF           |
| 1.       | 5.    | Szlovákia (SVK)     | 213      | Juraj Bača              |          |          |          |          |          |          |          |          | QF           |
| 2.       | 4.    | Bulgária (BUL)      | 30       | Milko Kazanov           | 41,88    | (1)      | 1:24,72  | (1)      | 2:10,69  | (2)      | 2:54,252 | (2)      | QF           |
| 2.       | 4.    | Bulgária (BUL)      | 29       | Ivan Hrisztov           |          |          | 42,84    | (1)      | 45,97    | (3)      | 43,562   | (4)      | QF           |
| 2.       | 4.    | Bulgária (BUL)      | 33       | Petar Merkov            |          |          |          |          | 0,79     |          | 0,996    |          | QF           |
| 2.       | 4.    | Bulgária (BUL)      | 28       | Jordan Jordanov         |          |          |          |          |          |          |          |          | QF           |
| 3.       | 6.    | Lengyelország (POL) | 171      | Tomasz Mendelski        | 42,85    | (5)      | 1:25,98  | (4)      | 2:12,96  | (5)      | 2:55,240 | (3)      | QF           |
| 3.       | 6.    | Lengyelország (POL) | 172      | Rafał Głażewski         |          |          | 43,13    | (3)      | 46,98    | (5)      | 42,280   | (1)      | QF           |
| 3.       | 6.    | Lengyelország (POL) | 168      | Adam Seroczyński        | 0,97     |          | 1,26     |          | 3,06     |          | 1,984    |          | QF           |
| 3.       | 6.    | Lengyelország (POL) | 174      | Dariusz Białkowski      |          |          |          |          |          |          |          |          | QF           |
| 4.       | 3.    | Románia (ROU)       | 183      | Marian Baban            | 42,17    | (3)      | 1:26,21  | (5)      | 2:12,32  | (4)      | 2:55,324 | (4)      | QS           |
| 4.       | 3.    | Románia (ROU)       | 184      | Alexandru Bogdan Ceausu |          |          | 44,04    | (5)      | 46,11    | (4)      | 43,004   | (2)      | QS           |
| 4.       | 3.    | Románia (ROU)       | 190      | Vasile Curuzan Corneli  | 0,29     |          | 1,49     |          | 2,42     |          | 2,068    |          | QS           |
| 4.       | 3.    | Románia (ROU)       | 191      | Stefan Vasile           |          |          |          |          |          |          |          |          | QS           |
| 5.       | 7.    | Kanada (CAN)        | 40       | Steven Jorens           | 41,98    | (2)      | 1:25,65  | (3)      | 2:11,23  | (3)      | 2:56,336 | (5)      | QS           |
| 5.       | 7.    | Kanada (CAN)        | 41       | Richard Dober           |          |          | 43,67    | (4)      | 45,58    | (2)      | 45,106   | (5)      | QS           |
| 5.       | 7.    | Kanada (CAN)        | 42       | Ryan Cuthbert           | 0,10     |          | 0,93     |          | 1,33     |          | 3,080    |          | QS           |
| 5.       | 7.    | Kanada (CAN)        | 43       | Andrew Willows          |          |          |          |          |          |          |          |          | QS           |

| Hivatalos személyek | Hivatalos személyek       | Hivatalos személyek | Hivatalos személyek         |
| ------------------- | ------------------------- | ------------------- | --------------------------- |
| Versenyigazgató:    | Frank Garner (kanadai)    | Pályabíró:          | Charalampos Vlachos (görög) |
| Indítóbíró:         | Jean Louis Oyon (francia) | Pályabíró:          | Vaskuti István (magyar)     |
|                     |                           | Vezető célbíró:     | Onorato Lanza (olasz)       |

| Időjárási viszonyok  | Időjárási viszonyok | Időjárási viszonyok | Időjárási viszonyok | Időjárási viszonyok | Időjárási viszonyok |
| -------------------- | ------------------- | ------------------- | ------------------- | ------------------- | ------------------- |
| Levegő hőmérséklete: | 26,0 °C             | Szélerősség:        | 3,9 / 3,1 m/s       | Szélirány:          |                     |
| Víz hőmérséklete:    | 27,5 °C             | Körülmények:        | napos               | Szélirány:          |                     |
| Páratartalom:        | 44,0%               |                     |                     | Szélirány:          |                     |

#### Második előfutam
| Helyezés | Pálya | Nemzet                 | Rajtszám | Név                     | Eredmény | Eredmény | Eredmény | Eredmény | Eredmény | Eredmény | Eredmény | Eredmény | Kvalifikáció |
| Helyezés | Pálya | Nemzet                 | Rajtszám | Név                     | 250m     | 250m     | 500m     | 500m     | 750m     | 750m     | 1000m    | 1000m    | Kvalifikáció |
| -------- | ----- | ---------------------- | -------- | ----------------------- | -------- | -------- | -------- | -------- | -------- | -------- | -------- | -------- | ------------ |
| 1.       | 5.    | Magyarország (HUN)     | 122      | Kammerer Zoltán         | 40,92    | (2)      | 1:23,78  | (2)      | 2:07,40  | (2)      | 2:51,010 | (1)      | QF           |
| 1.       | 5.    | Magyarország (HUN)     | 123      | Storcz Botond           |          |          | 42,86    | (3)      | 43,62    | (1)      | 43,610   | (2)      | QF           |
| 1.       | 5.    | Magyarország (HUN)     | 132      | Vereckei Ákos           | 0,72     |          | 0,80     |          | 0,59     |          |          |          | QF           |
| 1.       | 5.    | Magyarország (HUN)     | 124      | Horváth Gábor           |          |          |          |          |          |          |          |          | QF           |
| 2.       | 6.    | Fehéroroszország (BLR) | 20       | Raman Pjatrusenka       | 40,20    | (1)      | 1:22,98  | (1)      | 2:06,81  | (1)      | 2:52,170 | (2)      | QF           |
| 2.       | 6.    | Fehéroroszország (BLR) | 21       | Aljakszej Abalmaszav    |          |          | 42,78    | (2)      | 43,83    | (2)      | 45,360   | (3)      | QF           |
| 2.       | 6.    | Fehéroroszország (BLR) | 22       | Dzjamjan Turcsin        |          |          |          |          |          |          | 1,160    |          | QF           |
| 2.       | 6.    | Fehéroroszország (BLR) | 23       | Vadzim Mahnyev          |          |          |          |          |          |          |          |          | QF           |
| 3.       | 4.    | Németország (GER)      | 104      | Andreas Ihle            | 41,89    | (3)      | 1:24,90  | (3)      | 2:09,37  | (3)      | 2:52,678 | (3)      | QF           |
| 3.       | 4.    | Németország (GER)      | 105      | Mark Zabel              |          |          | 43,01    | (4)      | 44,47    | (4)      | 43,308   | (1)      | QF           |
| 3.       | 4.    | Németország (GER)      | 106      | Björn Bach              | 1,69     |          | 1,92     |          | 2,56     |          | 1,668    |          | QF           |
| 3.       | 4.    | Németország (GER)      | 107      | Stefan Ulm              |          |          |          |          |          |          |          |          | QF           |
| 4.       | 3.    | Norvégia (NOR)         | 157      | Jacob Lorentz Norenberg | 43,22    | (5)      | 1:24,99  | (4)      | 2:09,40  | (4)      | 2:54,894 | (4)      | QS           |
| 4.       | 3.    | Norvégia (NOR)         | 158      | Alexander Wefald        |          |          | 41,77    | (1)      | 44,41    | (3)      | 45,494   | (4)      | QS           |
| 4.       | 3.    | Norvégia (NOR)         | 159      | Andreas Gjersøe         | 3,02     |          | 2,01     |          | 2,59     |          | 3,884    |          | QS           |
| 4.       | 3.    | Norvégia (NOR)         | 160      | Mattis Næss             |          |          |          |          |          |          |          |          | QS           |
| 5.       | 7.    | Üzbegisztán (UZB)      | 243      | Aleksey Babdazhanov     | 42,71    | (4)      | 1:26,37  | (5)      | 2:13,06  | (5)      | 3:01,446 | (5)      | QS           |
| 5.       | 7.    | Üzbegisztán (UZB)      | 244      | Dmitriy Strykov         |          |          | 43,66    | (5)      | 46,69    | (5)      | 48,386   | (5)      | QS           |
| 5.       | 7.    | Üzbegisztán (UZB)      | 246      | Sergey Borzov           | 2,51     |          | 3,39     |          | 6,25     |          | 10,436   |          | QS           |
| 5.       | 7.    | Üzbegisztán (UZB)      | 245      | Anton Ryakhov           |          |          |          |          |          |          |          |          | QS           |

| Hivatalos személyek | Hivatalos személyek       | Hivatalos személyek | Hivatalos személyek    |
| ------------------- | ------------------------- | ------------------- | ---------------------- |
| Versenyigazgató:    | Frank Garner (kanadai)    | Pályabíró:          | Peter Bland (brit)     |
| Indítóbíró:         | Jean Louis Oyon (francia) | Pályabíró:          | Rafal Piszcz (lengyel) |
|                     |                           | Vezető célbíró:     | Onorato Lanza (olasz)  |

| Időjárási viszonyok  | Időjárási viszonyok | Időjárási viszonyok | Időjárási viszonyok | Időjárási viszonyok | Időjárási viszonyok |
| -------------------- | ------------------- | ------------------- | ------------------- | ------------------- | ------------------- |
| Levegő hőmérséklete: | 27,0 °C             | Szélerősség:        | 4,7 / 3,1 m/s       | Szélirány:          |                     |
| Víz hőmérséklete:    | 27,5 °C             | Körülmények:        | napos               | Szélirány:          |                     |
| Páratartalom:        | 44,0%               |                     |                     | Szélirány:          |                     |

### Középfutam
A középfutam első három helyezettje a döntőbe jutott, az utolsó helyezett pedig kiesett.
| Helyezés | Pálya | Nemzet            | Rajtszám | Név                     | Eredmény | Eredmény | Eredmény | Eredmény | Eredmény | Eredmény | Eredmény | Eredmény | Kvalifikáció |
| Helyezés | Pálya | Nemzet            | Rajtszám | Név                     | 250m     | 250m     | 500m     | 500m     | 750m     | 750m     | 1000m    | 1000m    | Kvalifikáció |
| -------- | ----- | ----------------- | -------- | ----------------------- | -------- | -------- | -------- | -------- | -------- | -------- | -------- | -------- | ------------ |
| 1.       | 5.    | Románia (ROU)     | 183      | Marian Baban            | 40,74    | (1)      | 1:24,42  | (1)      | 2:09,57  | (1)      | 2:53,994 | (1)      | QF           |
| 1.       | 5.    | Románia (ROU)     | 184      | Alexandru Bogdan Ceausu |          |          | 43,68    | (2)      | 45,15    | (4)      | 44,424   | (2)      | QF           |
| 1.       | 5.    | Románia (ROU)     | 190      | Vasile Curuzan Corneli  |          |          |          |          |          |          |          |          | QF           |
| 1.       | 5.    | Románia (ROU)     | 191      | Stefan Vasile           |          |          |          |          |          |          |          |          | QF           |
| 2.       | 4.    | Norvégia (NOR)    | 157      | Jacob Lorentz Norenberg | 42,00    | (2)      | 1:25,95  | (2)      | 2:10,22  | (2)      | 2:54,350 | (2)      | QF           |
| 2.       | 4.    | Norvégia (NOR)    | 158      | Alexander Wefald        |          |          | 43,95    | (3)      | 44,27    | (3)      | 44,130   | (1)      | QF           |
| 2.       | 4.    | Norvégia (NOR)    | 159      | Andreas Gjersøe         | 1,26     |          | 1,53     |          | 0,65     |          | 0,356    |          | QF           |
| 2.       | 4.    | Norvégia (NOR)    | 160      | Mattis Næss             |          |          |          |          |          |          |          |          | QF           |
| 3.       | 6.    | Kanada (CAN)      | 40       | Steven Jorens           | 42,22    | (3)      | 1:27,22  | (3)      | 2:11,23  | (3)      | 2:55,926 | (3)      | QF           |
| 3.       | 6.    | Kanada (CAN)      | 41       | Richard Dober           |          |          | 45,00    | (4)      | 44,01    | (2)      | 44,696   | (3)      | QF           |
| 3.       | 6.    | Kanada (CAN)      | 42       | Ryan Cuthbert           | 1,48     |          | 2,80     |          | 1,66     |          | 1,932    |          | QF           |
| 3.       | 6.    | Kanada (CAN)      | 43       | Andrew Willows          |          |          |          |          |          |          |          |          | QF           |
| 4.       | 3.    | Üzbegisztán (UZB) | 243      | Aleksey Babdazhanov     | 43,98    | (4)      | 1:27,64  | (4)      | 2:11,53  | (4)      | 2:56,594 | (4)      | X            |
| 4.       | 3.    | Üzbegisztán (UZB) | 244      | Dmitriy Strykov         |          |          | 43,66    | (1)      | 43,89    | (1)      | 45,064   | (4)      | X            |
| 4.       | 3.    | Üzbegisztán (UZB) | 246      | Sergey Borzov           | 3,24     |          | 3,22     |          | 1,96     |          | 2,600    |          | X            |
| 4.       | 3.    | Üzbegisztán (UZB) | 245      | Anton Ryakhov           |          |          |          |          |          |          |          |          | X            |

| Hivatalos személyek | Hivatalos személyek       | Hivatalos személyek | Hivatalos személyek       |
| ------------------- | ------------------------- | ------------------- | ------------------------- |
| Versenyigazgató:    | Frank Garner (kanadai)    | Pályabíró:          | Cecilia Farias (argentin) |
| Indítóbíró:         | Jean Louis Oyon (francia) | Pályabíró:          | Miroslav Haviar (szlovák) |
|                     |                           | Vezető célbíró:     | Onorato Lanza (olasz)     |

| Időjárási viszonyok  | Időjárási viszonyok | Időjárási viszonyok | Időjárási viszonyok | Időjárási viszonyok | Időjárási viszonyok |
| -------------------- | ------------------- | ------------------- | ------------------- | ------------------- | ------------------- |
| Levegő hőmérséklete: | 25,0 °C             | Szélerősség:        | 5,2 / 4,3 m/s       | Szélirány:          |                     |
| Víz hőmérséklete:    | 27,5 °C             | Körülmények:        | napos               | Szélirány:          |                     |
| Páratartalom:        | 53,0%               |                     |                     | Szélirány:          |                     |

### Döntő
| Helyezés | Pálya | Nemzet                 | Rajtszám          | Név                     | Eredmény | Eredmény | Eredmény | Eredmény | Eredmény | Eredmény | Eredmény | Eredmény |
| Helyezés | Pálya | Nemzet                 | Rajtszám          | Név                     | 250m     | 250m     | 500m     | 500m     | 750m     | 750m     | 1000m    | 1000m    |
| -------- | ----- | ---------------------- | ----------------- | ----------------------- | -------- | -------- | -------- | -------- | -------- | -------- | -------- | -------- |
|          | 4.    | Magyarország (HUN)     | 122               | Kammerer Zoltán         | 43,06    | (3)      | 1:27,37  | (1)      | 2:11,96  | (1)      | 2:56,919 | (1)      |
| 123      | 4.    | Magyarország (HUN)     | Storcz Botond     |                         |          | 44,31    | (1)      | 44,59    | (1)      | 44,959   | (2)      |          |
| 132      | 4.    | Magyarország (HUN)     | Vereckei Ákos     | 0,25                    |          |          |          |          |          |          |          |          |
| 124      | 4.    | Magyarország (HUN)     | Horváth Gábor     |                         |          |          |          |          |          |          |          |          |
|          | 2.    | Németország (GER)      | 104               | Andreas Ihle            | 43,24    | (5)      | 1:27,76  | (2)      | 2:13,58  | (2)      | 2:58,659 | (2)      |
| 105      | 2.    | Németország (GER)      | Mark Zabel        |                         |          | 44,52    | (=2)     | 45,82    | (2)      | 45,079   | (3)      |          |
| 106      | 2.    | Németország (GER)      | Björn Bach        | 0,43                    |          | 0,39     |          | 1,62     |          | 1,740    |          |          |
| 107      | 2.    | Németország (GER)      | Stefan Ulm        |                         |          |          |          |          |          |          |          |          |
|          | 5.    | Szlovákia (SVK)        | 210               | Richard Riszdorfer      | 43,42    | (7)      | 1:27,94  | (3)      | 2:13,80  | (3)      | 2:59,314 | (3)      |
| 211      | 5.    | Szlovákia (SVK)        | Michal Riszdorfer |                         |          | 44,52    | (=2)     | 45,86    | (3)      | 45,514   | (5)      |          |
| 212      | 5.    | Szlovákia (SVK)        | Vlček Erik        | 0,61                    |          | 0,57     |          | 1,84     |          | 2,395    |          |          |
| 213      | 5.    | Szlovákia (SVK)        | Juraj Bača        |                         |          |          |          |          |          |          |          |          |
| 4.       | 3.    | Bulgária (BUL)         | 30                | Milko Kazanov           | 42,91    | (2)      | 1:28,78  | (6)      | 2:15,66  | (6)      | 2:59,622 | (4)      |
| 4.       | 3.    | Bulgária (BUL)         | 29                | Ivan Hrisztov           |          |          | 45,87    | (6)      | 46,88    | (7)      | 43,962   | (1)      |
| 4.       | 3.    | Bulgária (BUL)         | 33                | Petar Merkov            | 0,10     |          | 1,41     |          | 3,70     |          | 2,703    |          |
| 4.       | 3.    | Bulgária (BUL)         | 28                | Jordan Jordanov         |          |          |          |          |          |          |          |          |
| 5.       | 1.    | Norvégia (NOR)         | 157               | Jacob Lorentz Norenberg | 43,74    | (8)      | 1:30,14  | (8)      | 2:16,37  | (7)      | 3:01,698 | (5)      |
| 5.       | 1.    | Norvégia (NOR)         | 158               | Alexander Wefald        |          |          | 46,40    | (7)      | 46,23    | (5)      | 45,328   | (4)      |
| 5.       | 1.    | Norvégia (NOR)         | 159               | Andreas Gjersøe         | 0,93     |          | 2,77     |          | 4,41     |          | 4,779    |          |
| 5.       | 1.    | Norvégia (NOR)         | 160               | Mattis Næss             |          |          |          |          |          |          |          |          |
| 6.       | 6.    | Fehéroroszország (BLR) | 20                | Raman Pjatrusenka       | 42,81    | (1)      | 1:28,22  | (5)      | 2:14,40  | (4)      | 3:02,419 | (6)      |
| 6.       | 6.    | Fehéroroszország (BLR) | 21                | Aljakszej Abalmaszav    |          |          | 45,41    | (5)      | 46,18    | (4)      | 48,019   | (8)      |
| 6.       | 6.    | Fehéroroszország (BLR) | 22                | Dzjamjan Turcsin        |          |          | 0,85     |          | 2,44     |          | 5,500    |          |
| 6.       | 6.    | Fehéroroszország (BLR) | 23                | Vadzim Mahnyev          |          |          |          |          |          |          |          |          |
| 7.       | 8.    | Románia (ROU)          | 183               | Marian Baban            | 43,37    | (6)      | 1:29,90  | (7)      | 2:17,24  | (8)      | 3:03,107 | (7)      |
| 7.       | 8.    | Románia (ROU)          | 184               | Alexandru Bogdan Ceausu |          |          | 46,53    | (8)      | 47,34    | (8)      | 45,867   | (6)      |
| 7.       | 8.    | Románia (ROU)          | 190               | Vasile Curuzan Corneli  | 0,56     |          | 2,53     |          | 5,28     |          | 6,188    |          |
| 7.       | 8.    | Románia (ROU)          | 191               | Stefan Vasile           |          |          |          |          |          |          |          |          |
| 8.       | 7.    | Lengyelország (POL)    | 171               | Tomasz Mendelski        | 43,15    | (4)      | 1:28,13  | (4)      | 2:14,86  | (5)      | 3:03,562 | (8)      |
| 8.       | 7.    | Lengyelország (POL)    | 172               | Rafał Głażewski         |          |          | 44,98    | (4)      | 46,73    | (6)      | 48,702   | (9)      |
| 8.       | 7.    | Lengyelország (POL)    | 168               | Adam Seroczyński        | 0,34     |          | 0,76     |          | 2,90     |          | 6,643    |          |
| 8.       | 7.    | Lengyelország (POL)    | 174               | Dariusz Białkowski      |          |          |          |          |          |          |          |          |
| 9.       | 9.    | Kanada (CAN)           | 40                | Steven Jorens           | 44,60    | (9)      | 1:31,48  | (9)      | 2:19,75  | (9)      | 3:07,714 | (9)      |
| 9.       | 9.    | Kanada (CAN)           | 41                | Richard Dober           |          |          | 46,88    | (9)      | 48,27    | (9)      | 47,964   | (7)      |
| 9.       | 9.    | Kanada (CAN)           | 42                | Ryan Cuthbert           | 1,79     |          | 4,11     |          | 7,79     |          | 10,795   |          |
| 9.       | 9.    | Kanada (CAN)           | 43                | Andrew Willows          |          |          |          |          |          |          |          |          |

| Hivatalos személyek | Hivatalos személyek       | Hivatalos személyek | Hivatalos személyek       |
| ------------------- | ------------------------- | ------------------- | ------------------------- |
| Versenyigazgató:    | Frank Garner (kanadai)    | Pályabíró:          | Cecilia Farias (argentin) |
| Indítóbíró:         | Jean Louis Oyon (francia) | Pályabíró:          | Miroslav Haviar (szlovák) |
|                     |                           | Vezető célbíró:     | Onorato Lanza (olasz)     |

| Időjárási viszonyok  | Időjárási viszonyok | Időjárási viszonyok | Időjárási viszonyok | Időjárási viszonyok | Időjárási viszonyok |
| -------------------- | ------------------- | ------------------- | ------------------- | ------------------- | ------------------- |
| Levegő hőmérséklete: | 26,0 °C             | Szélerősség:        | 1,8 / 1,4 m/s       | Szélirány:          |                     |
| Víz hőmérséklete:    | 26,0 °C             | Körülmények:        | részben felhős      | Szélirány:          |                     |
| Páratartalom:        | 83,0%               |                     |                     | Szélirány:          |                     |